# Godzilla 2: War of the Monsters
Godzilla 2: War of the Monsters è un videogioco sviluppato e pubblicato dalla Toho e distribuito dalla Nintendo nel 1992 per Nintendo Entertainment System. Il videogioco è ispirato al franchise giapponese di Godzilla.
Il giocatore controlla le forze di autodifesa giapponesi alle prese con l'attacco del mostro Godzilla e di altre terribili creature che stanno distruggendo la città.
Il gioco è stato seguito da Super Godzilla per Super Nintendo nel 1993.

## Mostri presenti nel gioco
- Godzilla
- Baragon
- Rodan
- Hedorah
- King Ghidorah
- Mothra
- UFO